# Tartalés de los Montes
Tartalés de los Montes es una localidad del municipio burgalés de Merindad de Valdivielso, en la Comunidad Autónoma de Castilla y León (España).
La iglesia está dedicada a san Miguel Arcángel.

## Localidades limítrofes
Confina con las siguientes localidades:
- Al norte con Quintanalacuesta y Valdelacuesta.
- Al noreste con Urria.
- Al este con Mijangos.
- Al sureste con Panizares.
- Al suroeste con Hoz de Valdivielso y Valhermosa.

## Demografía
Evolución de la población
| Gráfica de evolución demográfica de Tartalés de los Montes entre 2000 y 2020 |
|                                                                              |
| Población de derecho (2000-2020) según el padrón municipal del INE           |

## Historia
Así se describe a Tartales de los Montes en el tomo XIV del Diccionario geográfico-estadístico-histórico de España y sus posesiones de Ultramar, obra impulsada por Pascual Madoz a mediados del siglo XIX:

Lugar en la provincia, audiencia territorial, capitanía general y diócesis de Burgos (13 leguas), partido judicial de Villarcayo (4), ayuntamiento de la merindad de Valdivielso (2). Situado en el centro de una sierra, con buena ventilación y clima frío, pero sano. Tiene 9 casas; iglesia parroquial (San Miguel), servida por un cura párroco; fuera de la población se halla el cementerio. El término confina N Urría y Mejangos; E Tartales de Cilla; S Hoz, Panizares y Valhermosa, y O Arroyo y Quecedo. El terreno es de mediana calidad; le fertilizan dos arroyos que desaguan en el río Ebro; la parte montuosa está poblada de hayas, robles, pinos y mata baja. Producciones: cereales, legumbres y patatas; cría ganado lanar, mular y vacuno, y caza de perdices y palomas. Población: 10 vecinos, 38 almas. Capital productivo: 105.000 reales. Imponible: 9.867.
Diccionario geográfico-estadístico-histórico de España y sus posesiones de Ultramar